# Holtzer-Cabot Electric Company

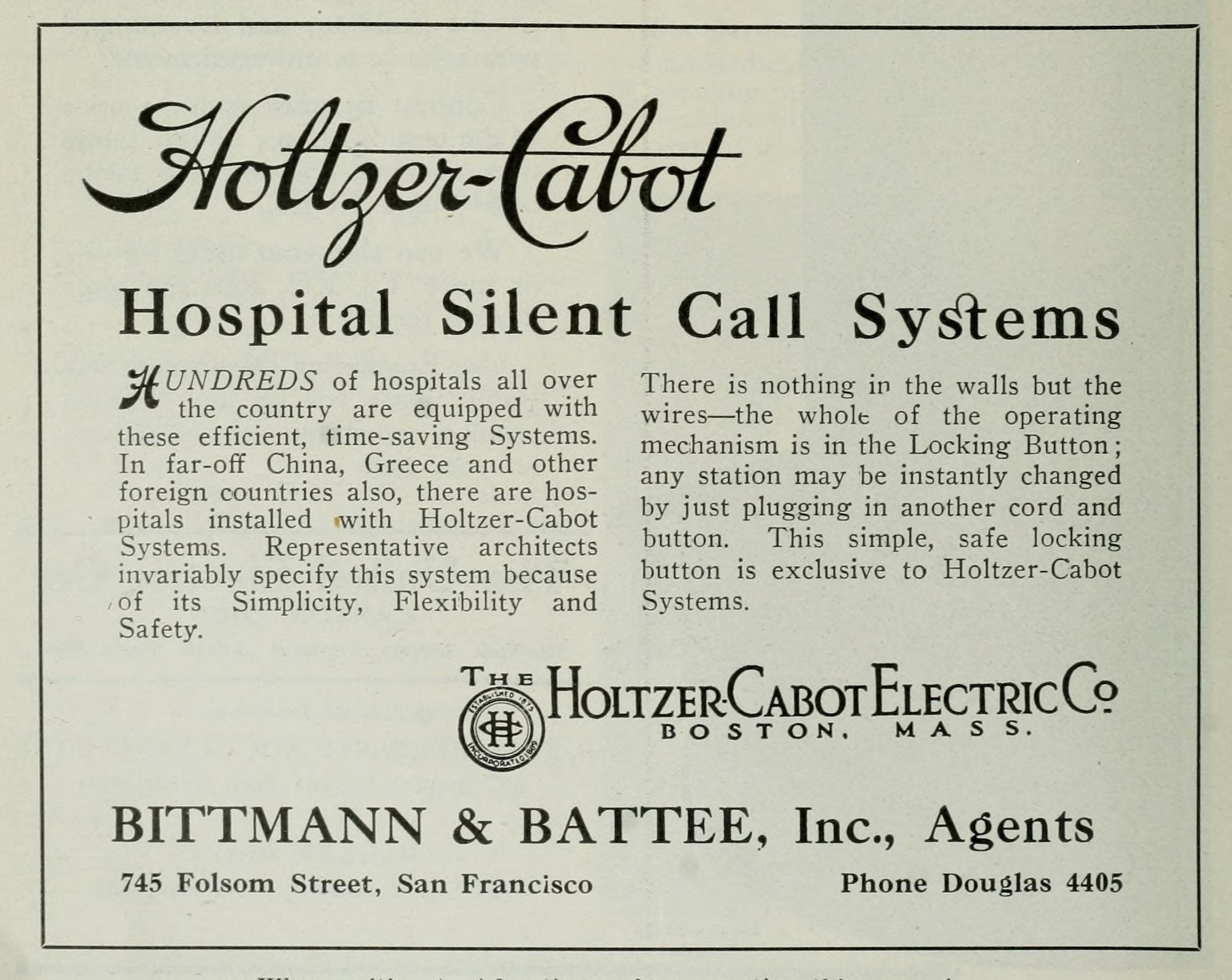
Schriftzug

Holtzer-Cabot Electric Company war ein US-amerikanisches Unternehmen der Elektrotechnik.

## Unternehmensgeschichte
Charles W. Holtzer stammte aus Karlsruhe. 1875 gründete er die Holtzer Company. Der Sitz war in Brookline in Massachusetts. Zwischen 1880 und 1889 lautete die Firmierung Seth W. Fuller & Holtzer, als Seth W. Fuller sein Partner wurde.
1888 kam George E. Cabot dazu. Die Firmierung änderte sich in Fuller, Holtzer & Company. 1889 stieg Fuller aus. Die nun gewählte Firmierung Holtzer-Cabot Electric Company blieb jahrzehntelang bestehen.
Das Unternehmen war im Bereich der Elektrotechnik tätig. So wurde bereits 1880 eine Telefonlinie betrieben. Elektromotoren für mechanische Musikinstrumente waren ebenfalls im Programm.
Zwischen 1892 und 1895 entstanden zwei Automobile. Der Markenname lautete Holtzer-Cabot. Käufer war in beiden Fällen Fiske Warren.
1911 zerstörte ein Feuer das Werk. 1915 zog das Unternehmen nach Jamaica Plain, einem Stadtteil von Boston.
1927 starb Holtzer.
1972 wurde das Unternehmen aufgelöst.

## Fahrzeuge
Beide Fahrzeuge waren Elektroautos.
Das erste Fahrzeug entstand 1892. Eine Quelle gibt davon abweichend 1891 an. Der Elektromotor leistete 5 PS. Viele Teile stammten aus London. Die offene Karosserie bot je nach Quelle Platz für vier oder acht Personen. Bemerkenswert war die Verwendung eines Lenkrads, möglicherweise das erste in der Automobilgeschichte.
Das zweite Fahrzeug wurde 1895 gefertigt. Der Motor leistete 7,5 PS. Chauncey Thomas & Company fertigte die Karosserie, die für sechs bis sieben Personen ausgelegt war. Das Leergewicht war mit 2313 kg angegeben. Die Höchstgeschwindigkeit betrug 24 km/h.